# Джори, Анджело
Анджело Джори (итал. Angelo Giori; 11 мая 1586, Каподаква ди Пьеве-Торина, Папская область — 8 августа 1662, Рим, Папская область) — итальянский куриальный кардинал. Секретарь мемориальных дат с 1 января 1632 по 13 июля 1643. Магистр Папской Палаты с 1 января 1635 по 13 июля 1643. Кардинал-священник с 13 июля 1643, с титулом церкви Санти-Кирико-э-Джулитта с 31 августа 1643 по 8 августа 1662.